# Loi du 3 août 1882 relative à la destruction des loups
La loi du 3 août 1882 relative à la destruction des loups est une loi française promulguée le 3 août 1882 par le président Jules Grévy et parue au Journal officiel le lendemain. Cette loi met en place des primes d'abattage importantes dans le but assumé d'obtenir l'éradication du loup en France.

## Contexte
En 1882, l'abattage des loups est déjà récompensé par des primes. Celles-ci ont été fixées pendant la Révolution par la loi du 10 messidor an V (28 juin 1797) qui elle-même remplace un décret du 11 ventôse an III (1er mars 1795). Cependant les montants de ces primes sont devenus trop bas pour être suffisamment intéressants. De plus, le paiement des primes est à la charge des départements, dont les budgets sont insuffisants et donc vite épuisés ; dans les faits les primes sont versées presque toujours en retard, voire jamais.

## Dispositions

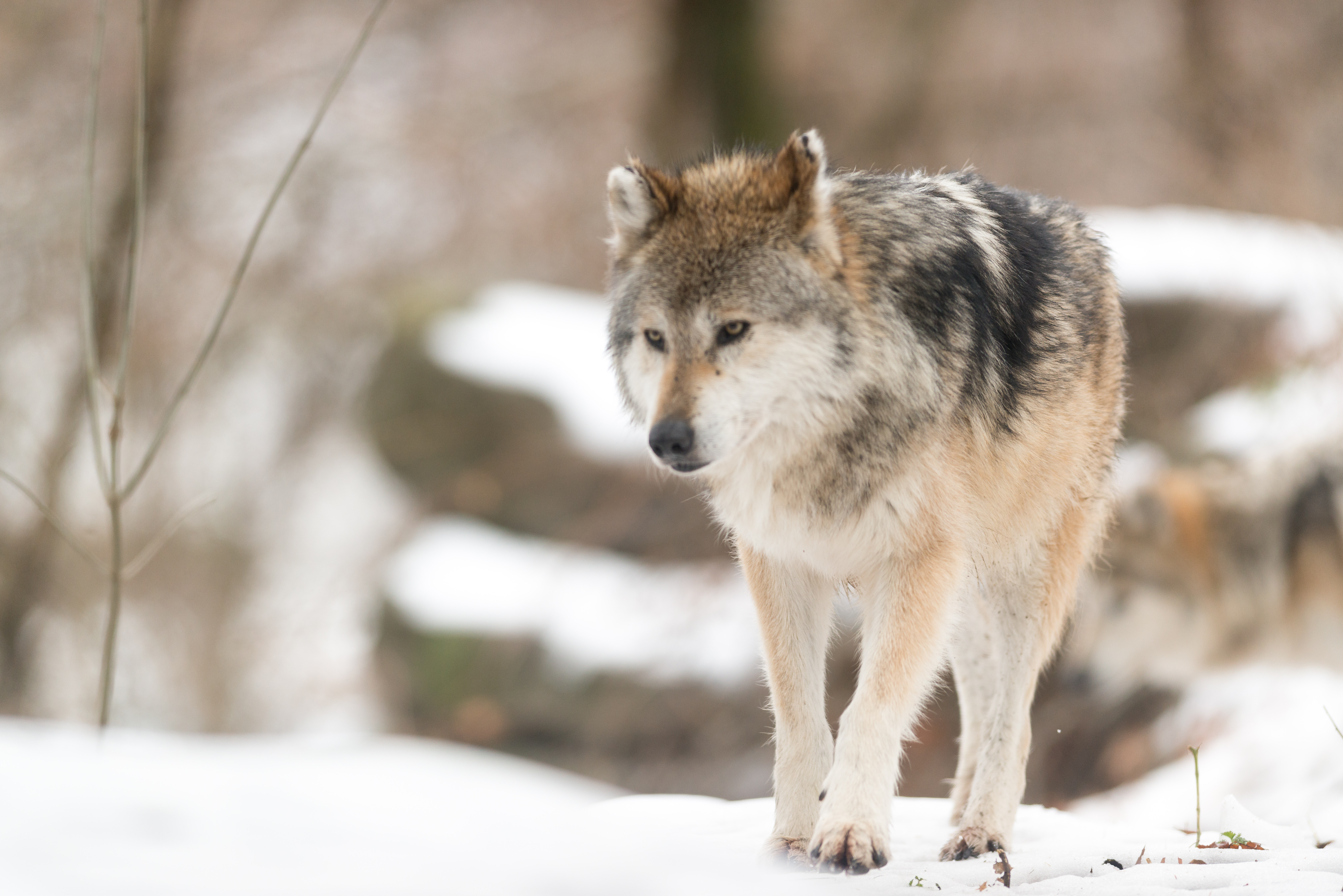
Un loup gris.

### Article 1
Le premier article fixe les nouvelles primes à verser par tête de loup :
- 40 francs pour un louveteau.
- 100 francs pour un loup ou une louve « non pleine ».
- 150 francs pour une louve « pleine » (c'est-à-dire gravide).
- 200 francs pour un loup qui a attaqué un être humain, preuve à l'appui.

Cet article définit également le louveteau comme un spécimen dont la masse n’excède pas 8 kg.

### Articles suivants
Le deuxième article détaille la procédure concernant le versement des primes. Les primes sont à la charge de l'État et pour cela un budget est ouvert au ministère de l'Agriculture. Le troisième article indique que l'abattage doit être constaté par le maire de la commune sur laquelle il a eu lieu. 
Le sixième article abroge aussi la loi du 10 messidor an V.

## Conséquences
La loi est suivie le 28 novembre par un décret d'application et une circulaire du ministre François Césaire de Mahy qui simplifie encore la procédure.
La nouvelle loi conserve l'idée des primes d'abattage déjà en vigueur auparavant mais augmente celles-ci d'un facteur de six à huit, les rendant beaucoup plus attirantes. De plus, le problème des primes versées avec retard est réduit par la garantie de versement sous quinze jours et l'ouverture d'un budget au ministère.
Dès 1883, le nombre de loups abattus (et déclarés) bondit à 1 316, contre 423 pour l'année 1882. Jusqu'en 1887 ce sont 4 712 primes qui sont versées. L'ampleur de la tuerie fait considérer cette loi comme le « coup de grâce » du loup en France.
| Année | Loups abattus |
| ----- | ------------- |
| 1882  | 423           |
| 1883  | 1 316         |
| 1884  | 1 035         |
| 1885  | 900           |

L’appât du gain exacerbe aussi la concurrence entre candidats aux primes. L'historien Jean-Marc Moriceau rapporte une anecdote survenue le 6 janvier 1885, à Ennordres, petite commune du Cher : six terrassiers affirment avoir battu à coup de bûche un loup de 40 kg qui essayait de traverser la Petite Sauldre. Ils adressent leur demande de prime au préfet mais, deux jours plus tard, un propriétaire terrien de Presly, M. Boutroux, se fait connaître et déclare qu'il est le « véritable destructeur » du loup. En effet, il explique avoir, le premier, empoisonné une carcasse avec de la strychnine pour que l'animal ne mange plus ses moutons. Un rapport vétérinaire confirme que le loup tué a bien été empoisonné. Le préfet décide alors de ne verser aucune prime : aux terrassiers car ils ont menti, au propriétaire car il a fait usage de poison sans autorisation.
Le loup gris, traqué, massacré ou empoisonné, disparaît de France dans les années 1930. Il ne fait son retour timide que des décennies plus tard, en 1992, dans le parc national du Mercantour, à travers une expansion naturelle depuis l'Italie favorisée par l'exode rural et la protection de l'espèce.